# Caiapônia
Caiapônia is een gemeente in de Braziliaanse deelstaat Goiás. De gemeente telt 16.559 inwoners (schatting 2009).

## Aangrenzende gemeenten
De gemeente grenst aan Bom Jardim de Goiás, Doverlândia, Jataí, Mineiros, Montividiu, Perolândia en Rio Verde.